# 第三宇高丸
第三宇高丸（だいさんうこうまる）は、日本国有鉄道（国鉄）宇高航路に在籍した自航式の車両渡船である。1953年（昭和28年）5月1日の就航で、宇高航路では最後の車両渡船であった。

## 車両渡船建造の経緯
宇高航路でも増大する輸送需要に対応すべく、1936年（昭和11年）には青函航路に準じた大型の車両航送システム導入を決定していたが、戦争のためやむなく中断していた。
戦後の急激な輸送需要増大で、中断していたこの大型車両航送システム導入計画が復活し、1947年（昭和22年）から1948年（昭和23年）までにこの車両航送システムに対応した1,400総トン級の紫雲丸型車載客船3隻を就航させ、可動橋などの水陸連絡設備完成を待って、1949年（昭和24年）3月から車両航送を行っていた。
しかし低速で、乾舷が低く耐波性に劣る300総トン級の車両渡船第一宇高丸・第二宇高丸を使用する従来からの車両航送システムも併用しており、車両航送能力は未だ不安定であった。そのうえ、1950年（昭和25年）からは朝鮮特需による急激な貨物輸送需要の増加もあり、国鉄は貨車航送能力の早急な増強を迫られ、ここに大型車両航送システム対応の車両渡船建造が決定した。船名は旅客扱いのない純車両渡船ということで、前記の小型車両渡船から連番の第三宇高丸となった。同型船はない。

## 設計
航路長が短く、狭隘な海面での離着岸を頻繁に行う宇高航路では、航海速力向上よりも、離着岸に要する時間の短縮の方が、全体の所要時間短縮には効果的であった。このため、第一・第二宇高丸と同じく、可動橋への接合がより容易な船首着岸とし、車両の積卸しも船首からとしたが、これは紫雲丸型とは逆であった。主機械にも第一・第二宇高丸同様、蒸気タービンに比べ操縦性の良いディーゼルエンジンを採用したが、これは国鉄の大型車両渡船としては初めてで、紫雲丸型同様宇野・高松間を1時間余りで航行可能な出力を有していた。潮流の早い備讃瀬戸を航海するため船尾の舵は2基のプロペラの直後に1枚ずつ装備する2枚舵としたほか、後進時の操縦性も考慮し船首舵も装備した。ディーゼル化により大型ボイラーの装備がなくなり、紫雲丸型では汽動式であった係船機器やヒーリングポンプ、操舵機等の交流電化が進められた。

### 船体構造
岸壁係留位置において、紫雲丸型では可動橋中心線は船体中心線と一致していたが、本船では20‰の角度をもって船尾側を岸壁の反対側へ振ることで、船体幅を紫雲丸型に比べ1.3m拡幅でき、これによって船内軌道を紫雲丸型の2線から余裕を持って3線に増やすことができた。3線とも船尾の終点ではほぼ横並びであったが、車両積載数は左舷の船1番線から右舷の船3番線まで順次、ワム換算8両、6両、8両の計22両と中線である船2番線が少なかった。これは、紫雲丸型の完全に平行な船内軌道2線に接続するため、可動橋先端部のこれらに接続する2線も軌道中心間隔3.6mの平行で、本船から使用開始した可動橋の中線は、この2線の間に縮小建築限界が大きく重なる状態で敷設されていたため、船1番線と船3番線は船首から直ちに半径100mの急なS字曲線を置いて両舷へ離れるよう敷設された。しかし、それでも船首部では3線は接触限界を越えて近接し、中央の船2番線船首部にはワム換算 2～3両分の車両積載できない区間が生じた。ただし、船1番線、船3番線の船首部を空ければ、船2番線の船首部両側は広く、第1種かつ大貨物を積載できた。この船首積み3線構造は以後の同航路の全ての客載車両渡船で採用された。船内軌道の枕木廃止は紫雲丸型から行われていたが、枕木代わりの薄い鋼板にレールを溶接したのは、本船が初めてであった。なお、車両甲板船首端から船体中央部までは、紫雲丸型同様手押車通行可能なよう全幅にわたりレール頂部の高さまでかさ上げされていた。
宇高航路で、既に20年以上にわたり運航中の、小型車両渡船第一宇高丸・第二宇高丸の車両甲板には屋根はなく、本船もこれにならい、車両甲板上の大部分で屋根はなかった。船首部には両舷から橋上駅のように車両甲板上を跨ぐ船橋楼甲板を設け、その前部を揚錨機2台を設置した船首係船作業場とし、その後ろには高級船員居室と無線関係室の入る甲板室を設け、その1層上の航海船橋には両舷側まで張り出した操舵室を設けた。本船は後進で離岸するため、操舵室の後方には視界を妨げるものは設けず、360度の展望が確保され、後進時に使用する船首舵の舵輪は、通常の船尾舵の舵輪のすぐ後ろに、後ろ向きに設置された。操舵室屋上には前部マストを設け、頂部にはレーダースキャナーが装備された。船体中央部にも車両甲板を跨いで横に並んだ2本の煙突を支え、後部マストも建つ端艇甲板を設置し、両舷に救命艇を1隻ずつ懸架した。船尾部も一部車両甲板上に屋根架けし、その上にキャプスタン2台を設置した船尾係船場とし入渠甲板と呼んだが、これら三つの甲板はそれぞれ名称こそ違うが同一層で、1961年（昭和36年）建造の讃岐丸（初代）の遊歩甲板相当であった。なお中央部の端艇甲板と船尾の入渠甲板間は船1、2番線間の上に設置した連絡橋で結ばれていた。係船機器には洞爺丸型に続いて、巻線型交流誘導電動機駆動が採用されたが、起動時には抵抗を入れ、順次自動短絡して行き、負荷がかかって過電流になれば再度抵抗が入って電圧を下げる制御方式が採られ、洞爺丸型のような流体継手は使われなかった。   
車両甲板周囲は、船首の車両積卸し口以外、波よけのため高さ2mのブルワーク（舷墻）をめぐらせ、このブルワークと船内軌道との間の余裕部分に厨房、トイレ、浴室、階段室や各種倉庫等を配置し、この余裕部分の上、ブルワークの高さに前後を繋ぐ通路を設置し、これを舷墻（げんしょう）頂部甲板と呼んだ。舷墻頂部甲板は船首部の船橋楼甲板を支える部分の両舷前半分のみ閉鎖スペースで、ここの左舷側には積卸しする車両と可動橋を目視しながらヒーリングポンプの遠隔操作を行うポンプ操縦室が設置されたが、他の甲板支持部は全て通路で開放状態であった。
車両甲板船首端の水面からの高さは約2.1mしかなく、巡航中に波浪が車両甲板上に流入するため、高さ88cmの堅木製の手動着脱式防波板が用意されたが、荒天時には浸水を防ぎきれないため、船体中央部から船尾側にかけて22個の放水口を設置した。
車両甲板下は8枚の水密隔壁で9区画に区切られていた。車両甲板下第二甲板最前部は船首舵操舵機室で交流電動機1台で駆動する電動油圧式操舵機が装備されていた。その後ろに錨鎖庫、船首タンク、2区画の船員居室と続き、この2区画間の水密隔壁には水密辷戸が設けられていた。この後ろの区画が発電機室で、補機類の交流電化進展を受け、180制動馬力ディーゼルエンジン駆動150kVAと大型化された60Hz三相交流発電機が2台設置されたほか、45馬力交流誘導電動機駆動のうずまき式ヒーリングポンプも設置され、両舷にはそれぞれ外側容量117.8トン内側容量64.9トンに区切られたヒーリングタンクが設置されていた。続く区画が機械室で、毎分260回転　定格出力1,000制動馬力の主軸直結のディーゼルエンジン2台が搭載されていた。その後ろの区画は左舷を機関部倉庫ならびに作業場とし、右舷を「その他の者室」とした。そして最後部の区画は、交流電動機2台で駆動する船尾2枚舵用の電動油圧式操舵機を装備した船尾操舵機室となっていた。

### 就航後
1954年（昭和29年）9月2日から車両甲板積みでの自動車航送も行われたが、並行するフェリー航路が充実して来た1962年（昭和37年）4月30日限りで終了している。
紫雲丸事件の衝突相手として有名であるが、船首積みのため、喫水線レベルでの船首の幅は通常の船同様狭いのに、水面上約1mの車両甲板エプロン部では幅約9mにまで広がり、船首部喫水線上側面の船体外板は著しく傾斜したフレアーの大きな船型となった。そのうえ着岸時の衝撃や重い車両の通過にも耐えられるようこの部分は極めて堅牢に造られたことも、本船船首を船体側面に衝突される形となった紫雲丸側の損傷を大きくした要因であった。
従来の国鉄連絡船の外舷色は戦時中の警戒色の時期を除き、黒と白であったが、本船では、新造時から1967年（昭和42年）まで、緑と白に塗り分けており、後に続く色とりどりの連絡船のさきがけとなった。車両甲板上には屋根がなく、側面にトラス類似の構造があり、青函連絡船第一青函丸を前後逆にしたような外観であった。

## 船歴
新三菱神戸造船所で建造。建造番号852。1952年8月25日起工。1953年1月30日進水。同年4月15日竣工。
1953年（昭和28年）5月1日就航。
1954年（昭和29年）9月2日、自動車航送開始。
1954年9月9日、高松港口付近で「第八多幸丸」（98トン）と衝突し、「第八多幸丸」軽損傷。1955年（昭和30年）5月11日、濃霧の中貨車18両積載し下り貨物153便運航中、女木島南西で、「紫雲丸」と衝突。「紫雲丸」が沈没し、修学旅行生など死者168名（紫雲丸事件）。11月20日、「杉丸」（164トン）と高松港口で接触、「杉丸」軽損傷。12月14日未明、男木島灯台251度5分3.65浬の場所で「7号観恵丸」、または「第七観恵丸」（66トン）と衝突。「第三宇高丸」は左舷船首防舷材を損傷し、相手は船首楼付近が大破した。この事故の海難審判では「第三宇高丸」船長が甲種一等航海士の業務一か月停止とされた。1956年（昭和31年）3月23日、「第十興生丸」（70トン）と接触。11月1日、高松港内で「第三大商丸」（102トン）と高松港内で接触。1957年（昭和32年）5月29日、「三ツ丸」（51トン）と接触。
1957年8月16日 –船尾の倉庫を整理して船内軌道延伸しワム24両積載可能となる。総トン数は1273.36総トンに減トン。
1959年（昭和34年）3月8日、木造貨物船（機付帆船）「祐進丸」（43総トン）と衝突した。「祐進丸」船長が火災船に気を取られて「第三宇高丸」の接近に気づかず衝突した事故であった。「第三宇高丸」に損傷はなかったが、「祐進丸」は水船となった。
1962年（昭和37年）4月30日、自動車航送終了。
1967年（昭和42年）4月3日、宇野第2岸壁で貨車積み込み中、可動橋がエプロンに脱落。11月30日、高松港出港時に大島運輸の「ふじ」と衝突した。高松港では指定水路に入っている船が優先となっていたが、先に水路に入っていた「ふじ」の船長は出港船優先ルールにとらわれ、停船した。「第三宇高丸」は「ふじ」が停止しているようであったことから進んでいったが、一方「第三宇高丸」が停止しているように見えた「ふじ」船長も船を進め、両船は衝突。両者とも損傷が生じた。
1968年（昭和43年）10月17日、第1回、第2回　危険品搭載貨車投棄試験実施。
1969年（昭和44年）4月15日、高松第2岸壁で貨車積み込み中、エプロンに貨車が脱落。
10月30日、第3回　危険品搭載貨車投棄試験実施。
1974年（昭和49年）6月2日、64便　高松8時37分着で終航。
12月23日、株式会社久三商店に売却。
1975年（昭和50年）、日本で解体された。